# Noturus hildebrandi
Noturus hildebrandi là một loài cá da trơn. Nó phân bố ở Kentucky và Mississippi.